# Chercher
Charchar o Chercher fou una antiga província d'Etiòpia (1935-1943) que agafa el nom de les muntanyes Chercher i Charchar, al sud de Dire Dawa i sud-oest de Harar. La seva capital fou Gelemso, ciutat que fou fundada com a guarnició per Menelik II el 18 de desembre de 1886 quan hi va arribar durant la campanya de Harar i que després fou reconeguda com a ciutat el 1908.
El 1933 quan Haile Selassie va pujar al tron va agafar el districte (awraja de Gelemso) com a model per la seva administració però el 1935 la zona fou ocupada pels italians; Gelemso fou declarada capital provincial; el 1941 va ser ocupada pels britànics i retornada a Abissínia; Haile Selassie va crear (proclamació 1 de 1943) la província d'Hararghe amb les de Chercher i Harar i el sultanat d'Aussa, les terres dels isses, i l'Ogaden. El 1952 Gelemso fou declarada municipalitat. El districte de Chercher es va dividir el 1960 en els d'Habro (capital Asebe Teferi o Chiro) i Chercher-Adal-Gara (capital Gelemso).
El general Taddese Birru, el cap nacionalista oromo fundador de la Mecha-Tulama Welfare Association va ser enviat el 1967 a la ciutat en arrest domiciliari, però el suposat càstig va jugar al seu favor al poder contactar amb altres nacionalistes oromos. El Derg va fer nombroses edificacions a la zona (escoles, hospitals, edificis esportius, edificis administratius, granges model, carreteres...) probablement per no donar arguments a la revolta oromo que tenia les muntanyes Charchar com a centre. Finalment a finals de maig de 1991 el Front d'Alliberament Oromo prengué el control dels districtes d'Habro i Chercher-Adal-Gara, i Gelemso fou el seu quarter general per les províncies de Hararghe Occidental, Arsi i Bale. El 21 de juny de 1992 els oromos van abandonar la regió davant les matances d'oromos del govern i van deixar el govern de transició. El 1995 era el centre d'operacions del Front Islàmic d'Alliberament d'Oròmia, però després del 1996 l'activitat armada va disminuir.